# Minucia inconspicua
Minucia inconspicua là một loài bướm đêm trong họ Erebidae.